# Borgnäs
Borgnäs (finska: Pornainen) är en kommun i landskapet Nyland i Finland. Borgnäs kommun ligger cirka 50 kilometer nordost om Helsingfors. Borgnäs kommun grundades år 1869, och klassas som en landsbygdskommun. Kommunen genomflyts av Svartsån. Folkmängden i kommunen uppgår till 5 066 invånare (2021) och den totala arealen utgörs av 150,09 km². Kommunen gränsar i väster till Sibbo kommun,  i norr till Mäntsälä kommun, i öster till Askola kommun och i söder till Borgå stad.
Borgnäs kommuns språkliga status är enspråkig finsk.
Borgnäs kommun ingår i Helsingfors ekonomiska region.
Tack vare sin pittoreska landsbygdsidyll och närhet till Helsingfors har Borgnäs erbjudit filmningställen för tiotals finska filmer.

## Geografi

### Tätorter
Vid tätortsavgränsningen den 31 december 2012 fanns 4 tätorter i Borgnäs kommun:
| Nr | Tätort                        | Folkmängd |
| -- | ----------------------------- | --------- |
| 1  | Borgnäs kyrkoby               | 2 047     |
| 2  | Halkis (finska: Halkia)       | 445       |
| 3  | Alhopakka (finska: Metsäkylä) | 420       |
| 4  | Lövkoski (finska: Laukkoski)  | 404       |

Centralorten är i fet stil. Totala tätortsbefolkningen var 3 343. Tätortsgraden var 65,07 %.

### Övriga orter
Bland övriga orter inom kommunen märks: Kopsby (finska: Kupsenkylä) och Jokimäki (föråldrat svenskt namn: Åbacka).

## Politik

### Mandatfördelning i Borgnäs kommun, valen 1976–2025
| 1 | 6 | 10 | 4 |

| 1 | 6 | 9 | 5 |

| 6 | 9 | 6 |

| 1 | 7 | 8 | 5 |

| 1 | 7 | 8 | 5 |

| 1 | 6 | 1 | 9 | 4 |

| 8 |  | 2 |  | 10 | 5 |

| 9 |  | 12 | 5 |

| 17 | 10 |

| 10 |  |  | 8 | 7 |

| 16 | 11 |

| 9 |  | 3 | 9 | 5 |

| 15 | 12 |

| 7 | 2 | 4 | 10 | 4 |

| 13 | 14 |

| 7 |  | 6 | 8 |  | 4 |

| 15 | 12 |

| 9 | 3 | 8 |  | 6 |

### Vänorter
Borgnäs kommun har tre vänorter: 
- Saue, Estland, sedan 1990
- Kernu, Estland, sedan 1990
- Vasalemma, Estland, sedan 1990[12].

## Utbildning
I Borgnäs kommun finns tre finskspråkiga skolor med grundläggande utbildning: Pornaisten Yhteiskoulu (förskola), (åk 1–6) (åk 7–9), Mika Waltarin koulu (förskola, efter författaren Mika Waltari), (åk 1–6) och Parkkojan koulu (åk 1–6).

## Befolkningsutveckling
| Befolkningsutvecklingen i Borgnäs kommun 1975–2020                                                           | Befolkningsutvecklingen i Borgnäs kommun 1975–2020 | Befolkningsutvecklingen i Borgnäs kommun 1975–2020 | Befolkningsutvecklingen i Borgnäs kommun 1975–2020 | Befolkningsutvecklingen i Borgnäs kommun 1975–2020 |
| --- | -------------------------------------------------- | -------------------------------------------------- | -------------------------------------------------- | -------------------------------------------------- |
| |                                                    |                                                    |                                                    |                                                    |
| År |                                                    |                                                    | Folkmängd                                          |                                                    |
| 1975 | 1975                                               |                                                    | 2 256                                              |                                                    |
| 1980 | 1980                                               |                                                    | 2 393                                              |                                                    |
| 1985 | 1985                                               |                                                    | 2 661                                              |                                                    |
| 1990 | 1990                                               |                                                    | 3 237                                              |                                                    |
| 1995 | 1995                                               |                                                    | 3 714                                              |                                                    |
| 2000 | 2000                                               |                                                    | 4 131                                              |                                                    |
| 2005 | 2005                                               |                                                    | 4 760                                              |                                                    |
| 2010 | 2010                                               |                                                    | 5 107                                              |                                                    |
| 2015 | 2015                                               |                                                    | 5 125                                              |                                                    |
| 2020 | 2020                                               |                                                    | 5 070                                              |                                                    |
| Anm: Uppgifterna avser förhållandena den 31 december nämnda år enligt områdesindelningen den 1 januari 2022. |                                                    |                                                    |                                                    |                                                    |